# Атаджанова, Курбанбиби Сенгреновна
Курбанбиби Сенгреновна Атаджа́нова (туркм. Gurbanbibi Sengrenowna Atajanowa; 1947, Теджен, Ашхабадская область) — бывший Генеральный прокурор Туркменистана.

## Биография
Родилась в городе Теджен.
Получив высшее образование, она работала на различных должностях в системе прокуратуры Туркменистана, помощником прокурора Тедженского района, прокурором Каахкинского района, заместителем начальника отдела кадров Генеральной прокуратуры Туркменистана.
С августа 1993 года по апрель 1997 года — заместитель, первый заместитель Генерального прокурора Туркменистана.
С апреля 1997 года — Генеральный прокурор Туркменистана.
16 января 2001 года на заседании Кабинета министров Туркменистана президент Туркменистана С. Ниязов подверг К. Атаджанову резкой критике по поводу «дворцов» в Ашхабаде, записанных на родственников.
10 апреля 2006 года Сапармурат Ниязов за многочисленные нарушения отправил Курбанбиби Атаджанову на пенсию, пост занял её бывший первый заместитель Мухемметгулы Огшуков. Атаджанова занимала пост 11 лет. За этот период она стала «разоблачителем» доверенных лиц, таких как Еллы Курбанмурадов, Реджеп Сапаров и многих других, оскорбивших Ниязова «изменой».
24 апреля 2006 года она была взята под стражу прямо в зале заседания кабинета министров. Генпрокурор Туркмении раскаялась в прямом эфире, сказав следующее:

Мой великий руководитель, я очень виновата. Все, что здесь сказано, правда и я полностью признаю это. Здесь нечего отрицать и нечего добавить. Мой великий руководитель, я прошу только о милосердии. У меня трое дочерей и ни одного сына. Пожалуйста, проявите милосердие и не отправляйте меня в тюрьму.

Её обвинили и осудили за ряд коррупционных преступлений
Находясь в СИЗО МНБ Туркменистана, Атаджанова попыталась совершить суицид, приняв дозу медицинских препаратов, значительно превышающую норму. Охрана тюрьмы своевременно обнаружила это, Атаджановой была оказана срочная медицинская помощь.
В мае 2006 года Атаджанова была лишена всех званий и государственных наград «За совершение порочащего проступка и дискредитацию высокого звания работника органов прокуратуры».
После пребывания в ряде мест заключения Атаджанова вместе со своей дочерью была в декабре 2006 года переведена в отличающуюся жестоким режимом содержания Дашогузскую женскую колонию.   По злой иронии судьбы, а возможно, из-за издевательской насмешки своих врагов, Атаджанова попала в ту самую колонию, которую она проверяла в качестве прокурора тремя месяцами до своего ареста и условия в которой она тогда назвала «курортом».

## Громкие дела
- Расследования покушения на Сапармурата Ниязова (2002).